# San Diego Stadium
Das San Diego Stadium war ein American-Football-Stadion in der US-amerikanischen Stadt San Diego im Bundesstaat Kalifornien. Es diente bis zum Ende der NFL-Saison 2016 als Austragungsort für die American-Football-Spiele der San Diego Chargers der National Football League. Mit Beginn der Saison 2017 wechselten die Chargers nach Los Angeles und spielen heute im SoFi Stadium in Inglewood. Die NCAA-College-Mannschaft der San Diego State Aztecs (San Diego State University) war bis 2019 in der Spielstätte ansässig. 2019 trug das Footballteam der San Diego Fleet aus der Alliance of American Football (AAF) ihre Partien im San Diego Stadium aus.

## Geschichte
Im Dezember 1965 wurde begonnen, das San Diego Stadium im brutalistischen Stil zu bauen. Das Stadion hatte bei der Eröffnung eine Zuschauerkapazität von 50.000. 1980 wurde die Anlage umbenannt in Jack Murphy Stadium zu Ehren des verstorbenen Sportjournalisten, der die Bestrebungen für den Stadionbau initiiert hatte. In mehreren Etappen wurde die Kapazität bis zum Super Bowl XXXII (1998) auf über 71.000 Plätze erweitert. Im September 2017 wurde das Unternehmen San Diego County Credit Union Namenssponsor bis 2018 für 500.000 US-Dollar.
Mit dem Wegzug der Padres 2003 gab es einige Diskussionen, um das Stadion durch ein modernes reines Footballstadion zu ersetzen. Das größte Problem allerdings war, dass die Stadt ein neues Stadion nicht finanzieren konnte. 2020 wurde die Anlage geschlossen und im Juni des Jahres wurde es mit dem Grundstück an die San Diego State University verkauft. Auf dem Gelände entsteht für 310 Mio. US-Dollar das Snapdragon Stadium mit 35.000 Plätzen für Mannschaften im College-Football, Fußball und Lacrosse. Es ist die erste Phase der Erweiterung des Campus. Im Januar 2021 begann der Abriss des Stadions. Da eine Sprengung der Sportarena nicht erlaubt war, wurde sie mit Baumaschinen Stück für Stück abgetragen.

## Veranstaltungen
Die Anlage wurde mehrheitlich für den American Football genutzt. Zwischen 1969 und 2003 spielte auch das Baseballteam der San Diego Padres aus der Major League Baseball (MLS) im San Diego Stadium. Daneben fanden auch Fußballturniere statt, unter anderem der CONCACAF Gold Cup und der U.S. Cup. Die mexikanische Fußballnationalmannschaft bestritt hier mehrere Freundschaftsspiele.
Die Zeugen Jehovas führten ihre Kongresse regelmäßig im Stadion durch, auch Prediger Billy Graham hielt einige Treffen hier ab.

## Galerie

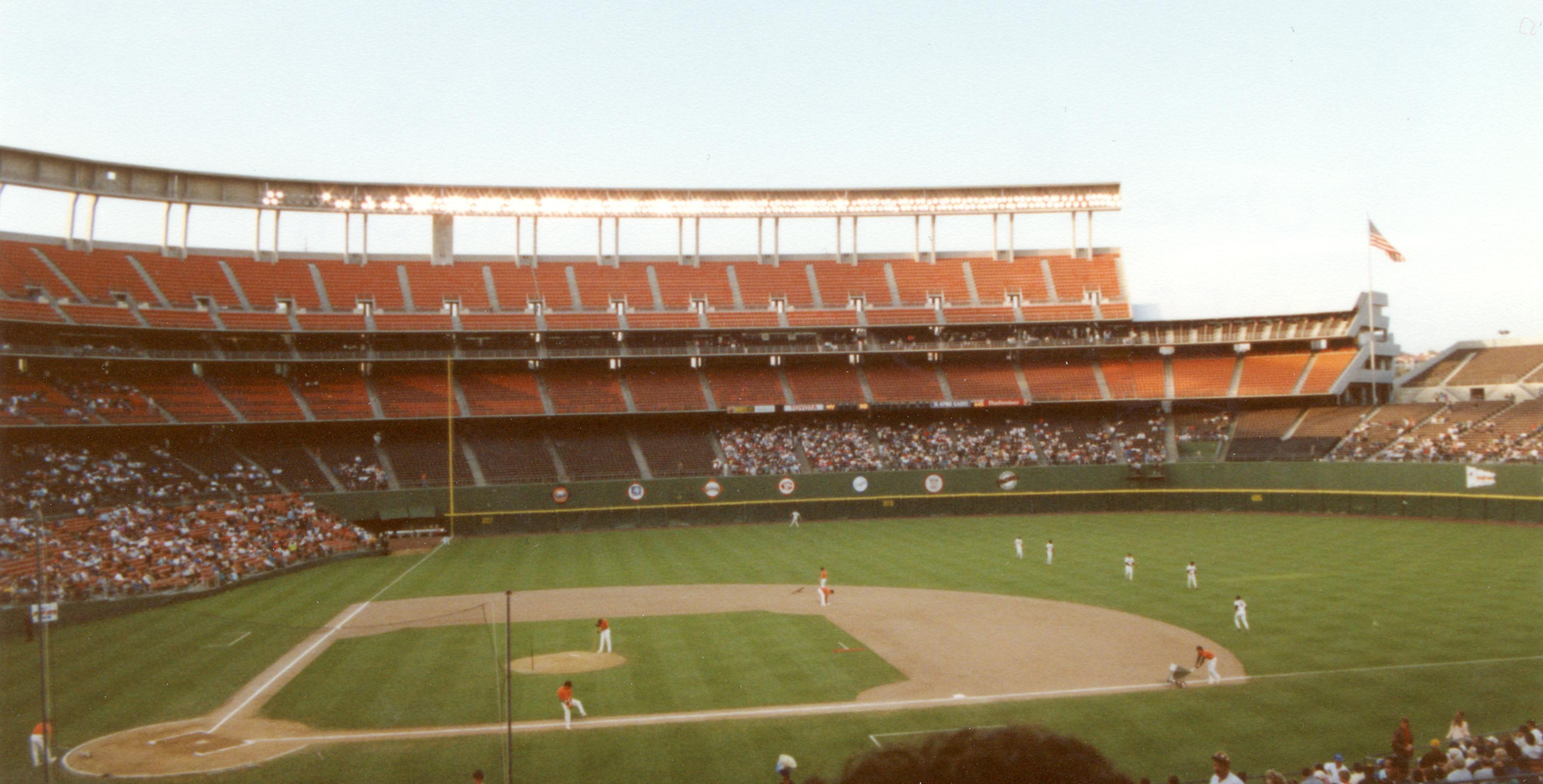
Das damalige Jack Murphy Stadium mit Baseballfeld im Jahr 1990
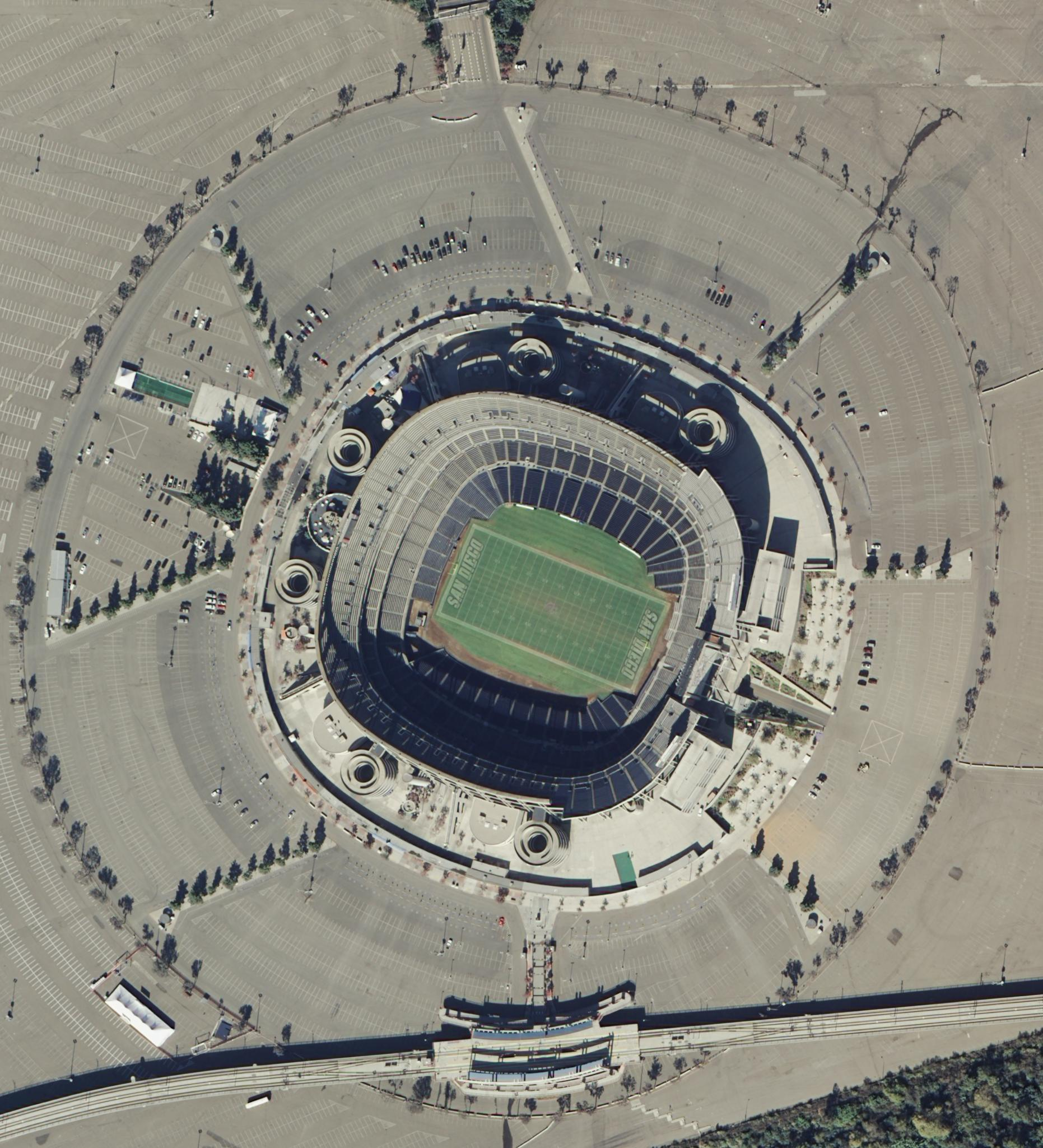
Satellitenansicht vom März 2003
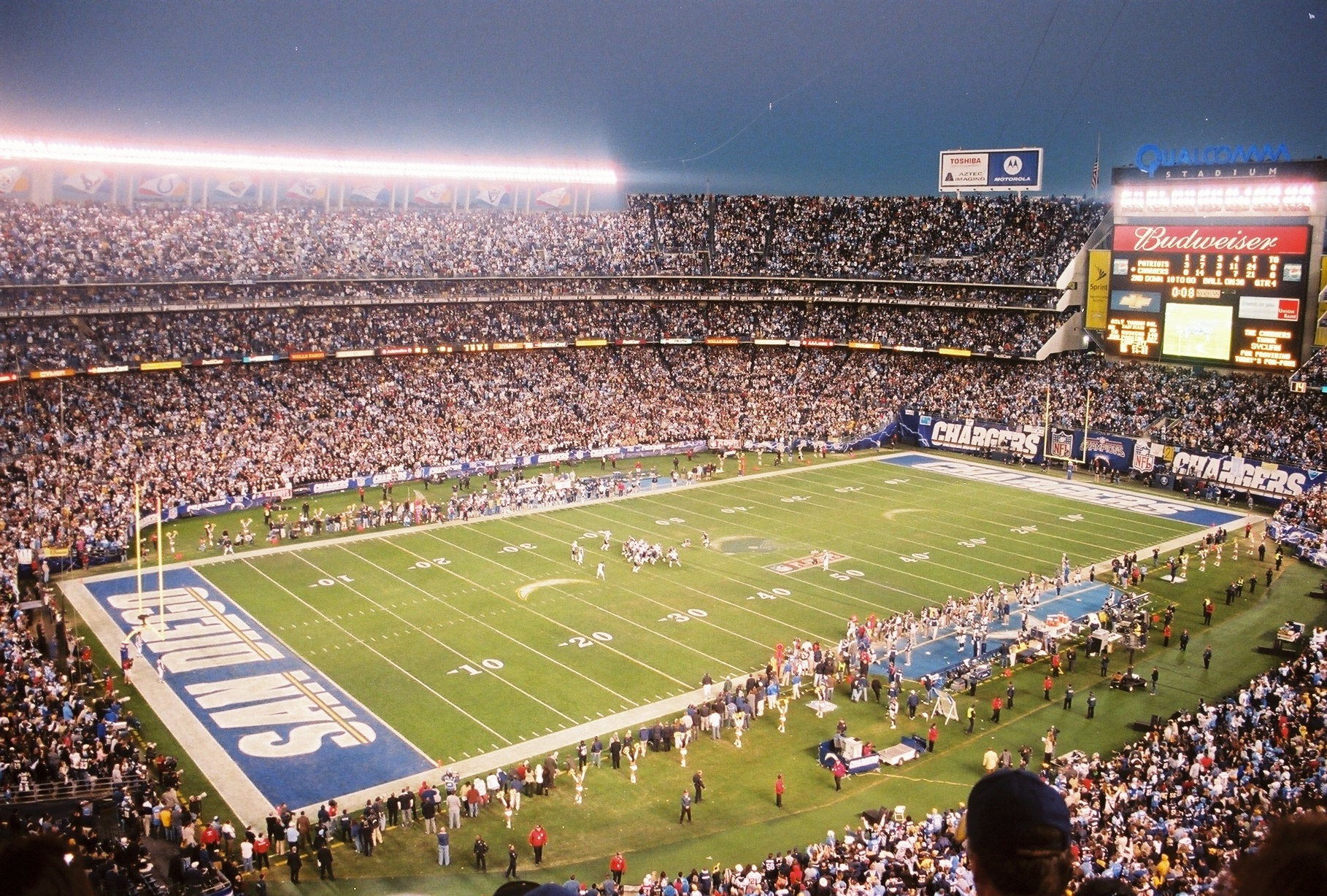
Play-off-Spiel der Chargers am 14. Januar 2007 gegen die New England Patriots